# Eleccions al Parlament d'Andalusia de 1994

Resultats de les eleccions per províncies i ciutats

Les Eleccions al Parlament d'Andalusia de 1994 se celebraren el 12 de juny. Amb un cens de 5.389.552 electors, els votants foren 3.625.445 (67,3%) i 1.764.107 les abstencions (32,7%). El PSOE guanyà novament, però perdé la majoria absoluta, seguit molt de prop del PP, que se li aproxima en vots. Aconseguí el nomenament del seu candidat, Manuel Chaves, com a president de la Junta d'Andalusia gràcies a l'absència en la votació dels diputats d'IU.
- Els resultats foren:

| ← Eleccions al Parlament d'Andalusia, 1994 → |           |       |        |
| Partit                                       | Vots      | %     | Escons |
| PSOE                                         | 1.395.131 | 39,05 | 45     |
| PP                                           | 1.238.252 | 34,66 | 41     |
| Izquierda Unida-LV                           | 689.815   | 19,31 | 20     |
| Poder Andaluz                                | 208.862   | 5,85  | 3      |
| PCPA                                         | 12.078    | 0,34  |        |
| Coalició Foro-CDS                            | 9.875     | 0,28  |        |
| Nación Andaluza                              | 9,690     | 0,27  |        |
| Partido Humanista                            | 5.510     | 0,15  |        |
| Falange Española de las JONS                 | 2.637     | 0,07  |        |
| Octubre Socialista                           | 641       | 0,02  |        |
| Falange Española Independiente               | 350       | 0,01  |        |

A part, es comptabilitzaren 30.750 (0,9%) vots en blanc.

## Diputats electes
- Manuel Chaves (PSOE)
- Javier Arenas (AP)
- Pedro Pacheco (PA)
- Alejandro Rojas Marcos (PA)
- Luis Carlos Rejón (IV-LV)
- Diego Valderas (IV-LV)